# Епархия Ндали
Епархия Ндали (лат.  Dioecesis Ndaliensis) — епархия Римско-Католической Церкви с центром в городе Ндали, Бенин. Епархия Натитингу входит в архиепархию Параку.

## История
22 декабря 1999 года Римский папа Иоанн Павел II учредил буллой «Ubi catholica fides» епархию Ндали, выделив её из архиепархии Параку.

## Ординарии епархии
- епископ Martin Adjou Moumouni (22.12.1999 — по настоящее время)

## Источник
- Annuario Pontificio, Ватикан, 2005
- Булла Ubi catholica fides